# Skip Marley
Skip Marley (Kingston, 4 de junho de 1996) é um cantor e compositor jamaicano. É filho de Cedella Marley e David Minto, neto de Bob Marley e sobrinho neto (lado paterno) de Marcia Griffiths, (ex integrante da banda de reggae I Threes juntamente com Judy Mowatt e sua avó Rita Marley).

## Singles
- No Love - 2020
- Slow Down - 2019
- Enemy - 2019
- That's Not True - 2019
- Chained to the Rhythm ft. Katy Perry - 2017
- Cruel World - 2017
- Refugee - 2017
- Calm Down - 2017
- Lions - 2017
- Life - 2015
- Cry To Me - 2015